# Brandenburg vs. Ohio
Brandenburg v. Ohio 395 U.S. 444 (1969) je jeden z případů amerického Nejvyššího soudu, které formovaly americkou ústavu. Určil hranice svobody projevu ve Spojených státech amerických.

## Pozadí
V létě 1964 na sjezdu Ku Klux Klanu promluvil tehdejší vůdce, Clarence Brandenburg. Zmiňoval se o pomstě vůči černochům, Židům a všem, kteří je podporují. Obvinil mimo jiné také vládu Spojených států z toho, že potlačuje bílou rasu. Kvůli tomuto projevu byl odsouzen za podněcování nenávisti podle právního předpisu ve státu Ohio, který stanovil, že je ilegální podněcovat ke "zločinům, sabotáži, násilí či nezákonným metodám terorismu za účelem dosáhnout ekonomické či politické reformy".
Případ se dostal až k Nejvyššímu soudu a 9. června 1969 rozhodl, že stát Ohio omezil Brandenburgovo právo na svobodu slova. Odvolal se na princip imminent lawless action a rozhodl, že k ničemu takovému v případě Brandenburgova projevu nedošlo . Pro Brandenburga hlasovalo 8 soudců, proti Brandenburgovi 0.

## Princip imminent lawless action
Tento případ je významný hlavně tím, že do amerického práva zakotvil princip imminent lawless action.
V roce 1973 se rozhodovalo znovu, tentokrát v případě Hess v. Indiana. Gregory Hess měl projev na protiválečné demonstraci v univerzitním kampusu. Během protestu se protestující rozhodli blokovat policejní auta odvážející demonstranty. Dopouštěli se tedy protiprávního jednání. Byl zadržen také právě Hess, na základě toho, že na policisty křičel: "Znova si tu zasranou cestu zabereme!" Bylo však rozhodnuto, že tento čin neměl za účel vyburcovat davy k protiprávní činnosti a ani to nemělo takový účinek. Proto byl chráněn prvním dodatkem ústavy.
Nejvyšší soud v obou případech stanovil, co vůbec musí být splněno, aby to prvním dodatkem chráněno nebylo.
Podle tohoto principu musí být splněny tři podmínky, aby se dal nějaký projev prohlásit za protiprávní.
1. Projev musí cílit na konkrétní osobu či skupinu.
2. Projev musí být přímo zaměřený k tomu, aby způsobil bezprostřední protiprávní jednání.
3. Musí být pravděpodobné, že ten projev skutečně protiprávní jednání vyvolá.

## Vliv na ostatní precedenty
Explicitně se zrušil precedent v případu Whitney v. California. Byl to případ, kdy byla členka Komunistické dělnické strany Kalifornie, Charlotte Anita Whitney, trestně stíhána za podněcování ke zločinu, včetně terorismu pro změnu politiky či ekonomiky. V tomto precedentu bylo jednohlasně rozhodnuto o vině Charlotty a bylo stanoveno, že "stát může trestat ty, kteří zneužívají svobodu projevu k ohrožování vlády a vyhrožování k jejímu svržení nezákonnými prostředky".
Také to ovlivnilo rozhodnutí v předchozích případech - Schenck v. United States (1919), Abrams v. United States (1919), Gitlow v. New York (1925) a Dennis v. United States (1951).
V případu Schenck v. United States byl Schenck obžalován kvůli tomu, že odrazoval lidi povolané do první světové války od narukování. Tvrdil, že je povolání obrovskou chybou motivovanou kapitalistickým systémem a byla otázka, zdali jsou činy Schenka chráněny prvním dodatkem ústavy. Bylo rozhodnuto, že nikoliv.
V případu Abrams v. United States rozhodoval o distribuci protiválečných letáků. Bylo rozhodnuto, že zákony zakazující tyto činy jsou v souladu s ústavou.
Gitlow v. New York se týkal socialisty, který distribuoval levicový manifest vyzývající k nastolení socialismu skrz stávky. Zákony státu New York něco takového neumožňovaly a Nejvyšší soud dal New Yorku za pravdu.
V případu Dennis v. United States byli odsouzeni vůdci Komunistické strany USA za plány svrhnout vládu. Soud dal za pravdu Spojeným státům.
Všechny tyto dřívější precedenty byly rozhodnutím v případě Brandenburg v. Ohio zrušeny.

## Situace v České republice
V České republice se tento princip neaplikuje. Dochází k trestnímu stíhání politických extremistů za to, že podněcují k nenávisti. Nehledí se však na principy, které jsou důležité pro to, aby byl ve Spojených státech člověk odsouzen na základě standardu imminent lawless action. V tomto ohledu je tedy ochrana svobody projevu silnější v USA než v České republice. Hranice svobody projevu jsou však často předmětem diskusí .